# حركة إحسان
حركة احسان أو حركة الإحسان: هي حركة تم تأسيسها في العراق عام 2013م.

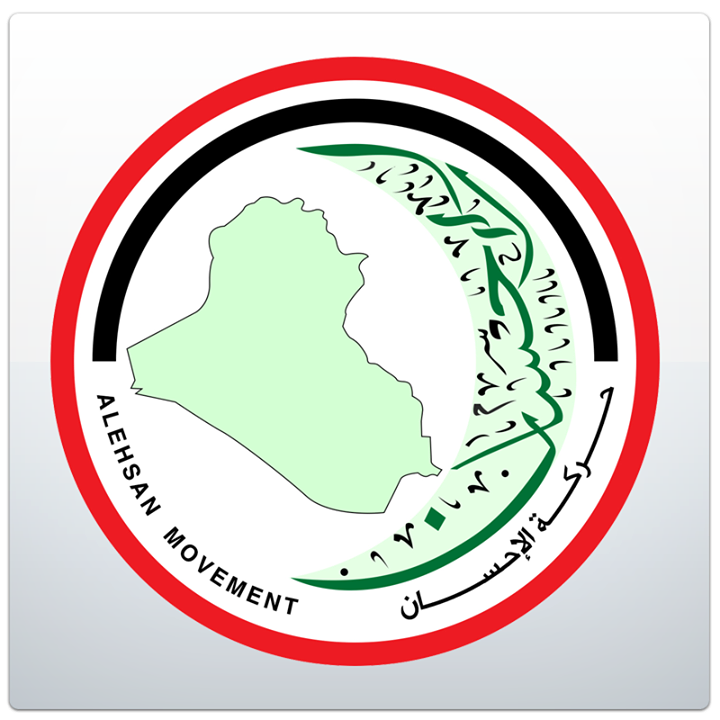
Logo of Ihsan movement

## رؤيتها
حياة إسلامية كريمة طيبة في مجتمع واعٍ مطمئن، آمن ضمن دولة حضارية.

## رسالتها
الارتقاء بالمجتمع وإرشاد الناس إلى سماحة الإسلام وعدله بمنهجٍ مدني حضاري لإسعادهم في الدنيا والآخرة.

## أهدافها
تهدف الحركة إلى:
1. نشر الدعوة الإسلامية عقيدة وشريعة ونظاما وأخلاقا وفي إطار المنهج الجامع لفهم الإسلام المعتمد على كتاب الله تعالى وسنة نبيه صلى الله عليه وسلم.
2. بناء الإنسان المسلم والأسرة المسلمة وِفق تربية إسلامية صحيحة ومنهجٍ رباني تمهيدا لإعداد المجتمع الذي تسوده القيم الإسلامية.
3. العمل على إزالة آثار الاحتلال بكل أشكاله.
4. المشاركة في بناء العراق وتنميته اقتصادياً واجتماعياً وعلمياً ضمن دولةٍ مدنيةٍ معاصرة.
5. المشاركة في تحصين المجتمع مِن الأفكار الهدّامة والرذائل.
6. بناء ثقافة احترام الإنسان العراقي ونشر معايير المساواة والعدالة والحرية والتكافل الاجتماعي.[3]

### وسائلها
1. تسعى الحركة لتحقيق أهدافها بالوسائل الآتية:
2. الدعوة إلى الله بالحكمة والموعظة الحسنة.
3. إنشاء المؤسسات التربوية ووضع البرامج والمناهج وإعداد المربين لإصلاح المجتمع.
4. السعي لإصدار التشريعات وسن القوانين في مختلف المجالات (وخاصة فيما يتعلق بحقوق الإنسان العراقي) التي تضمن بناء دولة مدنية ومجتمع صالح وفعّال.
5. تشكيل الهيئات وإعداد الكفاءات اللازمة للنهوض بعمل القطّاع العام والخاص.
6. بناء مؤسسات المجتمع المدني الخيرية والتعليمية والصحية والمجتمعية.
7. اعتماد وسائل الإعلام الحديثة كافة.
8. مد الجسور وإقامة العلاقات مع كل الهيئات والحركات والأحزاب الوطنية.
9. اعتماد أية وسيلة شرعية أخرى للوصول إلى الأهداف وبلوغ المقاصد.[4]

## مشروعها
قال تعالى:
{ إِنْ أُرِيدُ إِلاَّ الإِصْلاحَ مَا اسْتَطَعْتُ وَمَا تَوْفِيقِي إِلاَّ بِاللَّهِ عَلَيْهِ تَوَكَّلْتُ وَإِلَيْهِ أُنِيبُ}هود.الآية 88
إن لحركة الإحسان التي انبثقت مِن واقع المجتمع العراقي ووُلِدت مِن رحم معاناة شعبه قراءةٌ دقيقةٌ وفاحصة تستند إلى دراساتٍ ميدانية ولها رؤيةٌ واضحةٌ انبثق عنها مشروعٌ شاملٌ يهدف إلى معالجة آثار السياسات الخاطئة وتحقيق العدالة الإنسانية والرفاهية الاجتماعية للمواطنين كافة دونما تميز.
وفيما يأتي أهم مبادئ هذا المشروع ومعالمه:

### مبادئ عامة
الشريعة الإسلامية هي المصدر الرئيس للتشريع {ثُمَّ جَعَلْنَاكَ عَلَى شَرِيعَةٍ مِّنَ الْأَمْرِ فَاتَّبِعْهَا وَلَا تَتَّبِعْ أَهْوَاء الَّذِينَ لَا يَعْلَمُونَ} [الجاثية: 18]. وهذا ما يحقق العدل للمسلمين في تشريع القوانين وضمان سعادتهم ورفع الظلم عنهم، ويكفل لغير المسلمين الحق في التحاكم إلى شرائعهم فيما يتعلق بخصوصياتهم الدينية.
وعلى هذا المنهج تختار الأمة قياداتها وتضع برامجها التي تُعبّر عن طموحاتها وتحقق بها أهدافها وتصون كرامتها.
إتباع سنن التسديد كالشورى {وَأَمْرُهُمْ شُورَى بَيْنَهُمْ} [الشورى: 38]، وهي حق الأمة وواجب الحاكم والسبيل في العمل والقرار، والمساواة والعدالة بين المواطنين، وكفالة حقوق الناس في كل جوانب الحياة.
تحقيق التنمية المتكاملة للفرد والبلاد بما يضمن تلبية احتياجات الأفراد المشروعة، وإعمار الأرض وجعلها سبباً لتحقيق ذلك.

### معالم المشروع
1.الجانب السياسي:
نتيجة للصراع القائم على السلطة وحالة الإقصاء والتهميش والنهج الانفرادي للحكومة اضطرب الوضع السياسي بشكل خطير ولافت، نرى ضرورة تداركه من خلال:
‌أ. إقرار مبدأ التداول السلمي للسلطة.
‌ب. تحقيق التوازن في مؤسسات الدولة كافة.
‌ج. الفصل بين السلطات الثلاث التنفيذية والتشريعية والقضائية.
‌د. رفع الظلم وإقامة موازين القضاء العادل.
‌ه. بناء دولة المؤسسات، ولا سيما المؤسسة الأمنية وعلى أسسٍ مهنية ووطنية عادلة.
‌و. بناء العلاقات الدولية المتوازنة وعلى أساس المصلحة العليا للبلاد، واستعادة الدور العربي والإقليمي والإسلامي.
‌ز. تعزيز الأمن القومي.
2. الجانب الاقتصادي:
لقد حبا الله العراق بثروات كبيرة ونعم وفيرة، فهو يمتلك ثالث احتياطي نفطي على مستوى العالم. إلا أن مظاهر الفقر والبؤس والعوز، وتخلّف البنى التحتية والخدمات الأساسية تتصدر المشهد الاقتصادي في العراق.
ومشروعنا الاقتصادي يقوم على:
‌
أ. السعي لتوفير ما يحتاجه الناس مِن مختلف الصناعات والحرف والعلوم والتقنيات الحديثة.
‌
ب. السعي لعِمارة الأرض واستثمار خيراتها مما يحقق للأمة الرفاه الاقتصادي والعيش الكريم.
‌
ج. السعي لتحقيق التنمية المتكاملة، البشرية والعمرانية والإنتاجية، والتي تهدف إلى بناء المواطن الصالح وتأمين ضرورياته واحتياجاته وعِبَر نظامٍ اقتصاديٍ عادلٍ ومتوازن.
‌
د. العمل على النهوض بالاقتصاد بإحداث عملية اقتصادية متوازنة وشاملة لتحقيق الأهداف والمهام التالية:
(1) رفع مستوى دخل الفرد بما يؤمن له العيش الكريم.
(2) التوزيع العادل للثروات.
(3) إيجادُ نظامِ حمايةٍ اجتماعيٍ لكل أفراد المجتمع أثناء حاجتهم.
(4) توفير فرص العمل لتخفيض معدلات البطالة وبالتالي اختفاؤها، والاهتمام بالتدريب الفاعل والميداني في مختلف المجالات.
(5) التركيز على الادخار لكل فئات المجتمع لغرض الإستثمار كونه المحرك الرئيسي لأي نشاط اقتصادي.
(6) وضع الرجل المناسب في المكان المناسب توقّياً لعدم ظهور الفساد المالي والإداري.
3. الجانب الاجتماعي: لقد كان للاحتلال آثاره المدمرة للنسيج الاجتماعي في العراق والذي كان متماسكاً إلى حدٍ كبير طوال عقود، ولقد كرّست الحكومات المتعاقبة منذ العام 2003 المنهج الطائفي وحولت العراق من دولة مواطنة إلى دولة مكونات.
ولمعالجة هذه الظاهرة الخطيرة نُقدّم مشروعنا الاجتماعي والحضاري:
‌
أ. العمل على بناء المجتمع المدني ابتداءً من الفرد والأسرة ليكون قوياً وفاعلاً من خلال تنمية مفرداته كالأحزاب والنقابات والإتحادات والجمعيات والجماعات والرأي العام.
‌
ب. العمل على إصلاح الإنسان والأسرة والمجتمع.
‌
ج. المرأة شقيقة الرجل وتمثل نصف المجتمع ولها حقوقها وعليها واجباتها التي تتوافق مع تكوينها الفطري.
‌
د. الاهتمام بقطاع الشباب والعمل على حل مشاكله وإكسابه الخبرة والمهارة وتوظيف طاقاته وإشراكه في مناشط الدولة والحياة العامة.
4. الجانب التعليمي: لقد كان العراق يتصدر دول المنطقة علمياً ويمتلك كفاءات كبيرة، إلا أنها انحدرت إلى أدنى مستوى لها بعد عشر سنوات من الغزو الأمريكي واستهداف العقول وتهجيرها والعبث بمناهج التعليم وتسرّب أعداد كبيرة من طلبة المدارس، مما أصاب المشروع التعليمي بضعفٍ واضح.

### ملخص رؤية الإصلاح
وتتلخص رؤيتها للإصلاح بالآتي:
‌أ. العمل على الارتقاء والاعتناء بالتعليم العالي والبحث العلمي لبناء المواطن الصالح وتطوير مداركهِ وخبراتهِ والنهوضِ بالتنمية في 
مناشطها ومستوياتها كافة.
‌
ب. الحرص على مناهج تعليمية متوازنة تحترم جميع القيم والمعتقدات.
‌
ج. بث روح التعايش والمواطنة في كل أركان العملية التربوية والتعليمية.
الجانب الصحي: يتصدر العراق دول العالم في حجم الأمراض والإعاقات الجسدية والنفسية ودمار بنيته التحتية والتلوث البيئي واستخدام الأسلحة المحرّمة على أرضه ونقص الخدمات الصحية والفساد الإداري في مراكز ومؤسسات الصحة.
ومشروعها الصحي يقوم على الآتي:
‌
أ. التركيز على الجوانب الوقائية قبل العلاجية في التخطيط، ورسم السياسة الصحية التشخيصية والعلاجية.
‌
ب. رسم السياسة الصحية التشخيصية والعلاجية وفق آخر المستجدات الحديثة.
‌
ج. السعي لتوفير الضمان الصحي للمواطنين.
‌
د. العمل على بناء المستشفيات والمستوصفات التي تغطي الاحتياج الحقيقي للمواطن وبتوزيع عادل ودقيق لكل محافظات العراق وأهله.
‌
ه. الحرص على تنمية كفاءات العاملين ومواكبة التطور العلمي السريع، واستيراد الأجهزة والمستلزمات الضرورية في المجال الصحي وفق أحدث التقنيات والإمكانات.
6. جانب حقوق الإنسان: طبقاً لتقارير المنظمات الدولية فإن العراق يتصدر قائمة الدول المتهمة بانتهاكات حقوق الإنسان، في ظل الاعتقالات العشوائية وعمليات الإعدام اليومية والانتهاكات الصارخة لحقوق الإنسان وامتهان كرامته بشكل ممنهج.
إن مشروع حركة الإحسان لإصلاح هذا الواقع المرير يتمثل بـ:
‌
أ. احترام حقوق الإنسان، وأهمها حق الحياة والكرامة الإنسانية والحريات العامة.
‌
ب. حق التظاهر والاعتصام والعصيان المدني بالطرق السلمية التي كفلها الدستور.
‌
ج. الحرية والعدالة والمساواة هي حق المواطن بغير تمييز بسبب معتقد أو جنس أو عرق أو لون.
‌
د. كفالة حقوق المواطن في الحياة والصحة والتعليم والسكن وحرية الرأي والتعبير والاعتقاد.
‌
هـ. العمل على رفع الظلم ويشمل:
1. إطلاق سراح المعتقلين الأبرياء.
2. إلغاء العمل بنظام المخبر السري.
3. إنهاء الأجواء الطائفية، وتجاوز الإقصاء والتهميش ضد أيٍ من مكونات مجتمعنا.[5]